# 11711 Urquiza
11711 Urquiza è un asteroide della fascia principale. Scoperto nel 1998, presenta un'orbita caratterizzata da un semiasse maggiore pari a 2,3687442 UA e da un'eccentricità di 0,1078537, inclinata di 2,90588° rispetto all'eclittica.